# David Patrizi
David Patrizi (Roma, 6 giugno 1982) è un ex giocatore di calcio a 5 italiano.

## Carriera
Ha giocato a calcio a 11 fino a 18 anni, militando nei Dilettanti con Almas e Collatino. Poi, spinto dall'amico Luca Ippoliti, inizia a giocare a calcio a 5 nel Genzano. Con la Nazionale prende parte al Main Round di qualificazione al Mondiale 2012, esordendo il 15 dicembre 2011 nel match vinto per 5-2 dagli azzurri contro la Polonia. Dopo questi tre incontri Patrizi esce dal giro della Nazionale, non venendo più convocato dal ct Roberto Menichelli.

## Palmarès
- Coppa Italia: 1

Lazio: 2010-11